# Vivaldo Moura Neto
Vivaldo Moura Neto (28 de dezembro de 1945) é um pesquisador brasileiro, membro titular da Academia Brasileira de Ciências na área de Ciências Biomédicas desde 15 de março de 1993.
É professor emérito da Universidade Federal do Rio de Janeiro. 
Foi condecorado como professor honoris causa da Universidade Federal do Ceará  e doutor honoris causa pela Universidade Federal da Bahia. 
Foi condecorado na Ordem Nacional do Mérito Científico. 